# Neutronska zvijezda
Neutronska zvijezda je zvijezda promjera približno 12 kilometara, gustoće usporedive s gustoćom atomskih jezgara, razvojna faza zvijezda velike mase nakon što je potrošila svoje nuklearno gorivo i eksplodirala kao supernove. Iako zvijezde u eksploziji velik dio svoje mase odbace u svemir, preostale jezgre još su uvijek masivnije od Sunca (najčešće između 1,38 i 2,1 Sunčeve mase; pri većoj masi urušavanjem preostale jezgre nastale bi crne rupe, a pri manjoj masi bijeli patuljci). Kada se jezgre zvijezda sažmu do promjera od približno 12 kilometara nastaju neutronske zvijezde. Gravitacijsko se urušavanje zaustavlja tek kada odbojne sile među česticama tvari postanu dovoljno snažne da se odupru daljnjemu sažimanju, to jest kada se protoni i elektroni stope u neutrone. U središtu neutronskih zvijezda tlak je toliko velik da je tvar promijenjena, a jezgre su atoma ogoljene.  Pretpostavlja se da najveći dio unutrašnjosti neutronskih zvijezda ispunjava suprafluidna neutronska tvar, neutronski degenerirani plin. Neutronske se zvijezde često u početku vrte velikom brzinom, ali se s vremenom, kako gube energiju, usporavaju. Prve neutronske zvijezde otkrivene su kao pulsari.
Teorijski model neutronske zvijezde osmislili su W. Baade i F. Zwicky 1934., britanska astrofizičarka J. B. Burnell i A. Hewish otkrili su 1967. prvi pulsar, američki astrofizičar J. H. Taylor i američki fizičar R. A. Hulse otkrili su dvojni sustav neutronskih zvijezda PSR B1913+16, od kojih je samo jedna bila pulsar, a talijanska astronomkinja Marta Burgay prva je 2004. otkrila zvjezdani sustav dvaju pulsara.

## Objašnjenje
Neutronska zvijezda je zvijezda mase između 1,5 i 3 mase Sunca koja se zbog vlastite gravitacije urušila do te mjere da se većina protona i elektrona stopila u neutrone. Neutronske zvijezde su promjera oko 10 kilometara, a gustoća im je reda veličine 1·1017 kg/m³. Neutronske zvijezde nastaju u eksplozijama supernovi. Zvijezde mase veće od 3 mase Sunca ne zaustavljaju svoje urušavanje u fazi neutronske zvijezde, već postaju crne rupe. Iako zvijezde u eksploziji velik dio svoje mase odbace u svemir, preostale jezgre još su uvijek masivnije od Sunca (najčešće između 1,38 i 2,1 Sunčeve mase; pri većoj masi urušavanjem preostale jezgre nastale bi crne rupe, a pri manjoj masi bijeli patuljci). Kada se jezgre zvijezda sažmu do promjera od približno 12 kilometara nastaju neutronske zvijezde. Gravitacijsko se urušavanje zaustavlja tek kada odbojne sile među česticama tvari postanu dovoljno snažne da se odupru daljnjemu sažimanju, to jest kada se protoni i elektroni stope u neutrone. U središtu neutronskih zvijezda tlak je toliko velik da je tvar promijenjena, a jezgre su atoma ogoljene. Pretpostavlja se da najveći dio unutrašnjosti neutronskih zvijezda ispunjava suprafluidna neutronska tvar, neutronski degenerirani plin.
Gravitacijska je sila na neutronskim zvijezdama vrlo jaka (jača nego na Zemlji), što je impresivno s obzirom na veličinu zvijezde.
Kada se stvore, neutronske zvijezde se rotiraju u svemiru. Kako se smanjuju, brzina rotacije je sve veća zbog očuvanja kutnog momenta (kutne količine gibanja) – istog principa zbog kojeg se klizači brže rotiraju kad skupe svoje ruke. Ove se zvijezde usporavaju s vremenom, no ta tijela koja se brzo rotiraju mogu emitirati radijaciju – što mi sa Zemlje vidimo kao pulsirajuće svjetlo kako se zvijezda vrti – poput svjetla na svjetioniku koji se rotira. Zbog toga se ovakve zvijezde nazivaju još i pulsarima.
Nakon nekoliko milijuna godina rotacije, pulsari iscrpljuju svoju energiju i postaju normalne neutronske zvijezde. Tek nekoliko poznatih neutronskih zvijezda su pulsari. Znanstvenicima je poznato oko 1 000 pulsara, no vjerojatno se njihov broj u našoj galaksiji penje i do nekoliko stotina milijuna. Veliki tlak koji je prisutan u jezgri neutronskih zvijezda može biti sličan onome koji je postojao za vrijeme velikog praska, no takvi se uvjeti ne mogu stvoriti na Zemlji.

### Pulsari
Pulsar (eng., skraćeno od puls[ating] [st]ar: pulsirajuća zvijezda) je vrsta neutronske zvijezde, snažnoga magnetskoga polja (oko 108 T) i brze vrtnje, nazvane po strogo pravilnoj periodičnoj emisiji impulsa elektromagnetskih valova. Zračenje pulsara stiže do Zemlje na mahove (u pulsevima) jer magnetski polovi zvijezde nisu na istome mjestu na kojem se nalaze polovi vrtnje pa je Zemlja obasjana samo u jednom dijelu perioda vrtnje. Prvi pulsar, PSR B1919+21, kojemu je period rotacije 1,3373 sekunde, a udaljen je od Zemlje 2 283 svjetlosne godine, otkrili su 1967. J. B. Burnell i A. Hewish. Poznato ih je više tisuća. Najbrži je pulsar PSR J1748-2446ad (period rotacije 0,00139595 sekunde, udaljen od Zemlje 18 000 svjetlosnih godina), najbliži je PSR J0108-1431 (period rotacije 0,808 sekunde, udaljen od Zemlje 424 svjetlosne godine), a oko pulsara PSR B1257+12 (udaljenoga 1 000 svjetlosnih godina, s periodom rotacije 0,006219 sekunde) otkrivena su 3 planeta. Većina pulsara emitira radiovalove, manji broj valove većih energija, te rendgensko i gama-zračenje. Starenjem pulsari gube energiju, vrtnja im se usporava za približno milijunti dio sekunde godišnje, magnetsko polje slabi i nakon 10 do 100 milijuna godina postaju teško zamjetljive neutronske zvijezde. Najpoznatiji pulsar PSR B0531+21, s periodom vrtnje od 33 milisekunde, ostatak je eksplozije supernove iz 1054., nalazi se u maglici Rakovici, udaljen od Zemlje 6 500 svjetlosnih godina, a zrači u svim valnim duljinama oko 75 000 puta više energije nego Sunce. Nama pulsar, zbog vrtnje i uskog snopa radiovalova, izgleda kao svemirski svjetionik, kao da pulsira. Astronomi koji su otkrili prvi pulsar mislili su da su otkrili prvi signal izvanzemaljske civilizacije.